# Une jeune fille assoupie
Une jeune fille assoupie (Het Slapende Meisje) est un tableau de Johannes Vermeer peint vers 1657, exposé au Metropolitan Museum of Art de New York (huile sur toile, 87,6 × 76,5 cm).

## Description

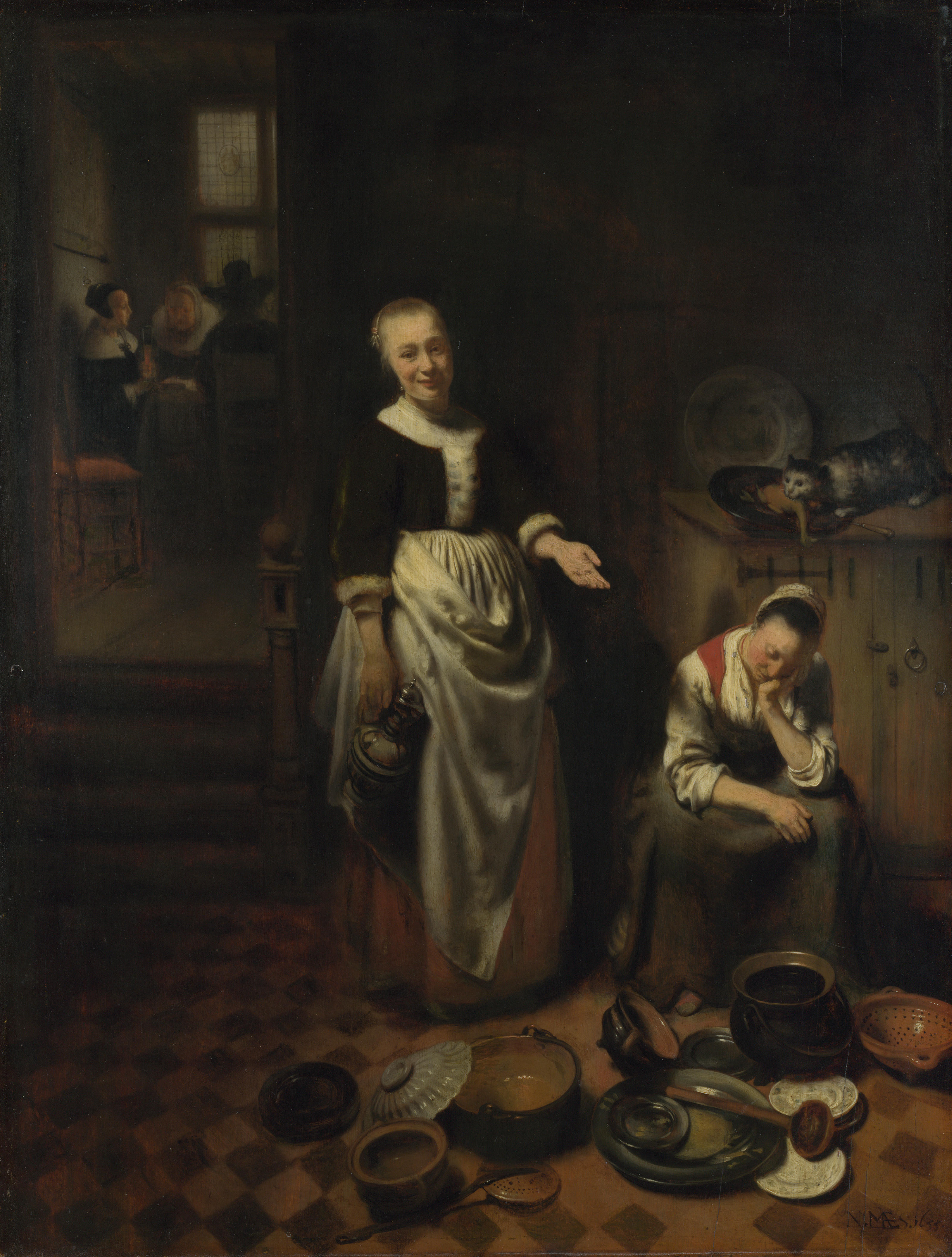
Nicolas Maes, La Servante oisive, 1655, 70 × 53,3 cm, huile sur panneau de chêne, National Gallery, Londres

Le thème pourrait être la désillusion amoureuse : la position de la jeune femme se rapproche en effet des sculptures attiques funéraires (IVe siècle av. J.-C.) et des miniatures gothiques. Le tableau derrière, faiblement éclairé, représente Cupidon avec un masque tragique à ses pieds. Selon le langage des emblèmes en usage à l'époque, cette allégorie symboliserait l'amour trompé : « L'Amour requiert sincérité ».
Sans doute par comparaison avec le tableau de Nicolas Maes, La Servante endormie, celui-ci fut inscrit au catalogue de 1696 sous le titre de Une Servante ivre, endormie à table. La carafe, le verre de vin, le désordre de la pièce suggèrent aussi le thème de l'ivresse.
Entre la rêverie amoureuse et l'alcoolisme, impossible de trancher : Johannes Vermeer joue avant tout avec l'ombre et la lumière dans un espace clos pour créer une atmosphère dans laquelle chacun trouve ce qu'il veut.

« Dans tout ce que peint Vermeer, flotte à la fois une atmosphère de souvenirs d'enfance, un calme de rêve, une immobilité complète et une clarté élégiaque, qui est trop fine pour être appelée mélancolie. Réalisme ? Vermeer nous emmène loin de la grossière et nue réalité quotidienne. »

— Johan Huizinga, 1932
Œuvre de jeunesse, le tableau présente déjà des éléments du style de Vermeer qu'on retrouve dans plusieurs de ses tableaux ultérieurs : chaise à clous de cuivre, montants de chaise décorés de têtes de lion, teinture persane sur la table, pichet de faïence et carte géographique au mur. Le sujet est séparé du spectateur par la table au lieu d'être directement placé à l'avant-plan, autre disposition courante chez Vermeer. En revanche, d'autres éléments ne seront plus utilisés par la suite. Les tons de brun et de rouge feront place au bleu et au jaune. De même, le procédé de la porte ouverte révélant une autre pièce, procédé très courant chez les peintres de genre à l'époque, ne se retrouve plus dans les œuvres ultérieures de Vermeer.
Lorsque l'on compare le tableau de Vermeer à celui de Maes, l'atmosphère est très différente. L'approche de Maes est de faire sourire, la maîtresse de maison prenant sa servante en flagrant délit et le spectateur à témoin. À l'opposé, le tableau de Vermeer est davantage une peinture d'atmosphère, intimiste, un peu froide et distante. Chez Maes, des gens s'activent dans la pièce ouverte derrière; chez Vermeer, la pièce est déserte.

## Historique de l'œuvre
Peint par Vermeer vers l'âge de 25 ans, le tableau faisait partie de la collection d'œuvres de Vermeer vendues le 16 mai 1696 dans la succession de Jacob Dissius (1653-1695). La collection aurait appartenu à l'origine au beau-père de Vermeer, Pieter Claesz. van Ruijven de Delft, puis à la fille de Ruijven (1655-1682), qui l'aurait laissée à Dissius. On perd ensuite la trace de l’œuvre jusqu'à John Waterloo Wilson qui en était propriétaire à Paris vers 1873. Elle fut vendue le 14 mars 1881 à la galerie Sedelmeyer qui la revendit plus tard à Rodolphe Kann, toujours à Paris. Elle a ensuite été vendue en 1908 à l'entrepreneur Benjamin Altman qui l'apporte avec lui à New York en 1909. Altman lègue l'œuvre en 1913 au Metropolitan Museum of Art.